# Tiukhtiat
Tiukhtiat (en rus: Тюхтят) és un poble del krai de Krasnoiarsk, a Rússia, que en el cens del 2010 tenia 517 habitants. Pertany al districte de Kuràguino.